# 20D/Westphal
La Cometa Westphal, formalmente 20D/Westphal, è una cometa periodica del Sistema solare, appartenente alla famiglia cometaria della cometa di Halley e scoperta il 24 luglio 1852 da Justus Georg Westphal dall'osservatorio di Gottinga, in Germania.
Fu scoperta indipendentemente dall'astronomo Christian Peters il 9 agosto da Istanbul.
Le ultime osservazioni della cometa risalgono al periodo compreso tra il 27 settembre ed il 26 novembre 1913. Il primo ad individuarla nel 1913 fu Pablo T. Delavan dall'osservatorio astronomico della Plata. Sebbene ne fosse previsto il ritorno nel 1976, la cometa non fu osservata. Oggi è considerata perduta: in effetti nel passaggio del 1913 la cometa presentava un'apparenza allungata, senza nucleo definito e si riteneva stesse disgregandosi.